# Ewa Ferenc
Ewa Maria Ferenc-Szydełko (ur. 28 sierpnia 1953 w Międzyrzeczu) – polska prawniczka, doktor habilitowana nauk prawnych, profesor nadzwyczajna na Wydziale Prawa i Administracji Uniwersytetu Opolskiego. Specjalizuje się w prawie własności intelektualnej i prawie cywilnym. Pisarka.

## Życiorys
Studia prawnicze odbyła na Uniwersytecie im. A. Mickiewicza w Poznaniu. Tam obroniła pracę doktorską i uzyskała stopień doktora habilitowanego. W latach 1988–2007 pracowała na Wydziale Prawa i Administracji Uniwersytetu Szczecińskiego. Wypromowała siedmiu doktorów, ponad pięciuset magistrów i licencjuszy.
Członek Stowarzyszenia Pisarzy Polskich. Ma trzech synów i córkę. Mieszka we Wrocławiu.

## Ważniejsze pełnione funkcje
- prorektor ds. studenckich Uniwersytetu Szczecińskiego (2002–2005)
- kierownik Katedry Prawa Własności Intelektualnej Uniwersytetu Szczecińskiego
- kierownik Katedry Prawa Cywilnego w Uniwersytecie Opolskim
- kierownik Zakładu Prawa Cywilnego i Prawa Własności Intelektualnej w Uniwersytecie Opolskim
- redaktor naukowy Roczników Prawniczych – Zeszytów Naukowych Uniwersytetu Szczecińskiego (1996–2007)
- członek założyciel Polskiego Towarzystwa Naukowego Prawa Prasowego
- członek Poznańskiego Towarzystwa Przyjaciół Nauk
- członek Komisji Prawa Autorskiego przy Ministrze Kultury i Sztuki (1998–2001)
- członek Komisji Dyscyplinarnej do spraw Nauczycieli Akademickich przy Radzie Głównej Nauki i Szkolnictwa Wyższego (od 2008)
- Przewodnicząca Komisji Dyscyplinarnej do spraw Nauczycieli Akademickich przy Radzie Głównej Nauki i Szkolnictwa Wyższego (od 2013 - 2016); w 2017 roku wyróżniona za tę funkcję nagrodą Ministra Nauki i Szkolnictwa Wyższego indywidualną I stopnia
- Rzecznik dyscyplinarny Ministra Nauki i Szkolnictwa Wyższego - Członek Konwentu Rzeczników przy Ministrze (od 2017)

## Publikacje

### Naukowe
- Organizacja i funkcjonowanie bartnictwa w dobrach monarszych w Polsce. Poznań 1995
- Nabywanie nieruchomości przez cudzoziemców. Współautor: W. Młodzianowski, Zielona Góra 1995
- Prawo autorskie na ziemiach polskich do 1926 r. Zeszyty Naukowe Uniwersytetu Jagiellońskiego, Prace z Wynalazczości i Ochrony Własności Intelektualnej, z. 75, Kraków 2000
- Prawo prasowe. Komentarz. Warszawa 2008, 2010, 2013
- Ustawa o prawie autorskim i prawach pokrewnych. Komentarz, współautor i redaktor, Warszawa 2011, 2014, 2016

### Literackie
- Rok kościelny a polskie tradycje. Poznań 1988
- Największa łaska. Gorzów 1991
- Z orłem pokoju. Gorzów 1992, 1996
- Światłość serca. Kraków 1993 (przełożona na j. rosyjski: Swjataja Kłara assizkaja, tł. J. Aszina, Moskwa 1995)
- Polskie tradycje świąteczne. Poznań 1997, 1998, 2000, wydanie poprawione i poszerzone 2010
- Jolanta Arpad. Księżna kalisko-gnieźnieńska.  Poznań 1998
- Nauczycielka z Kalisza. Maria Szymanowska. Kronika życia. Kalisz 2006
- Polskie tradycje rodzinne. Poznań 2009